# Hrabstwo Russell (Kansas)

Piramida wieku hrabstwa

Hrabstwo Russell – hrabstwo położone w USA w stanie Kansas z siedzibą w mieście Russell. Założone 26 lutego 1867 roku. Nazwa Hrabstwa pochodzi od Alva`y Russell`a.

## Miasta
- Russell
- Lucas
- Gorham
- Dorrance
- Luray
- Bunker Hill
- Paradise
- Waldo

## Sąsiednie Hrabstwa
- Hrabstwo Osborne
- Hrabstwo Lincoln
- Hrabstwo Ellsworth
- Hrabstwo Barton
- Hrabstwo Rush
- Hrabstwo Ellis

## Drogi główne
- Interstate 70
- US Highway 281
- Kansas Highway 18